# 米尔蒂安地区特罗西
米尔蒂安地区特罗西（法語：Trocy-en-Multien，法語發音：[tʁɔsi ɑ̃ myltjɛ̃] ⓘ）是法国法蘭西島大區塞纳-马恩省的一个市镇，属于莫城区。 

## 地理
米尔蒂安地区特罗西（49°2'35"N, 2°57'47"E）面积7.46 平方千米，位于法国法蘭西島大區塞纳-马恩省，该省份为法国北部内陆省份，北起瓦兹省，西接埃松省、马恩河谷省、塞纳-圣但尼省和瓦兹河谷省，南至卢瓦雷省，东南接约讷省，东临马恩省和奥布省，东北接埃纳省。
与米尔蒂安地区特罗西接壤的市镇（或旧市镇、城区）包括：万西-马讷夫尔、泰鲁阿讷河畔孔日、埃特雷皮伊、勒普莱西普拉西。

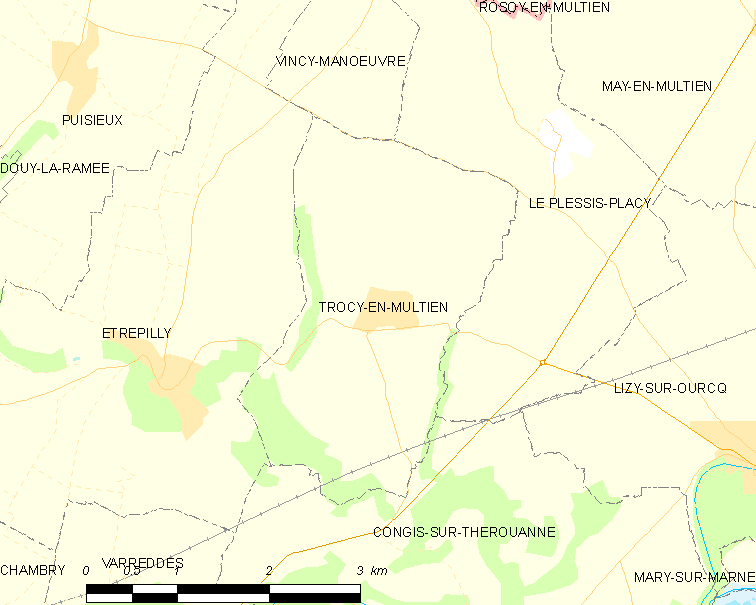
米尔蒂安地区特罗西的OSM定位图

米尔蒂安地区特罗西的时区为UTC+01:00、UTC+02:00（夏令时）。

## 行政
米尔蒂安地区特罗西的邮政编码为77440，INSEE市镇编码为77476。

## 政治
米尔蒂安地区特罗西所属的省级选区为拉费泰苏茹阿尔县。

## 人口

1962-2008年间米尔蒂安地区特罗西人口变化图示

米尔蒂安地区特罗西于2022年1月1日时的人口数量为230人。